# Miltiádis Aristárchis
Miltiádis Stavráki Aristárchis (grec moderne : Μιλτιάδης Σταυράκη Αριστάρχης; 1809 - 1893) fut prince-souverain de Sámos nommé par les Ottomans 1859 à 1866.
Fils de Stavrákis Aristárchis et de Sophie N..., il descend d'une famille phanariote qui serait issue de l'empereur byzantin Jean Ier Tzimiskès. Jeune, il se distingue par son éducation et ses vertus.
Il épousa Eurydice Pitzipios dont il eut :
- Alcibiade
- Alexandre
- James
- Constantin
- Sophie
- Marie[1]